# Hallen, Nordmalings kommun
Hallen är en by i Nordmalings kommun mellan Nordmaling och Umeå. Namnet Hallen syftar antagligen på det fornsvenska ordet hall, som betyder höjdsluttning.

## Historia
Hallen nämns i jordaboken över Ångermanland 1550. Då fanns i byn två hemman.
Det har funnits en såg i byn. 
Laga skifte förrättades 1855-1856. Byn bestod då av sex hemman.